# Charles (Devon)
Charles – wieś w Anglii, w Devon. W 1961 roku civil parish liczyła 203 mieszkańców. Charles jest wspomniana w Domesday Book (1086) jako Carmes.